# Trio (Väsen-album)
Trio är ett musikalbum av Väsen, utgivet 2003 av NorthSide. Här är gruppen tillbaka som trio efter att tidigare varit kvartett med André Ferrari på slagverk.
Gruppen spelar mestadels egenkomponerade låtar på skivan men även två traditionella låtar. Den ena är en polska ifrån Skåne efter spelmannen Ola Nilsson Lans som de kallar "Vilse i Betlandet" (se Spelmanslåtar från Skåne). Den andra är två stycken polketter efter en spelman vid namn Karl Hejsman, som var klarinettist under 1800-talet. På albumet förekommer även "Johsefins dopvals", en av gruppens stora hits i ny version. Låten var först med på albumet Essence, som släpptes 1993, exakt tio år tidigare.

## Låtlista
Alla låtar är arrangerade av Johansson/Marin/Tallroth.
1. "Vilse i Betlandet (Lost in the Sugar Beet Field)" (Trad.) – 4:20
2. "Drakskeppet (The Dragonship)" (Marin) – 3:21
3. "Kull i kyrkan (Play Tag in Church) & Pedalpolska" (Marin/Johansson) – 5:40
4. "Dr. Oldgren" (Tallroth) – 4:49
5. "Mitt i livet (In the Middle of Life)" (Marin) – 3:37
6. "Stämlåten (Tuning Tune)" (Tallroth) – 2:51
7. "Norska bräder (Norwegian Boards)" (Tallroth) – 2:24
8. "Slunken" (Marin) – 4:14
9. "Ulfsunda brudmarsch (The Ulfsunda Wedding Marsch)" (Marin) – 2:16
10. "Hejsmanpolketter (Hejsman Polkas)" (Trad.) – 4:08
11. "Johan & Malin Wessléns bröllopspolska (Johan & Malin Wesslén's Wedding Polska)" (Johansson) – 3:22
12. "Viruspolska (The Virus Polska)" (Marin) – 3:21
13. "Trädfällarns vals & polska (The Tree-felling Waltz & Polska)" (Johansson) – 5:23
14. "Claras vals (Clara's Waltz)" (Johansson) – 3:47
15. "Spelmansfällan (Fiddler's Trap)" (Tallroth) – 4:08
16. "Johsefins dopvals (Johsefin's Waltz)" (Tallroth) – 4:23

## Medverkande
- Roger Tallroth — 12-strängad gitarr, bosoki
- Olov Johansson — 3-radig kromatisk nyckelharpa, kontrabasharpa
- Mikael Marin — viola, violin